# Баранов, Павел Трофимович
Граф Па́вел Трофи́мович Бара́нов (нем. Paul Graf von Baranoff; 30 декабря 1814 — 15 апреля 1864) — тверской губернатор (1857—1862), генерал-майор Свиты. Брат Эдуарда и Николая Барановых.

## Биография
Сын директора Коммерческого банка действительного статского советника и камергера Трофима Осиповича Баранова от брака с гофмейстериной Юлией Фёдоровной Адлерберг; племянник министра Императорского двора и уделов графа В. Ф. Адлерберга.
В 1833 году окончил Пажеский корпус и 5 сентября выпущен прапорщиком в Лейб-гвардии Измайловский полк. 4 июня 1844 года назначен адъютантом военного министра А. И. Чернышёва. 24 мая 1849 года произведён в полковники с назначением состоять для особых поручений при военных министре. 28 апреля 1853 года назначен исправляющим должность вице-директора Провиантского департамента Военного министерства, а 17 апреля 1855 года пожалован во флигель-адъютанты с утверждением в должности. 26 августа 1856 года произведён в генерал-майоры с зачислением в Свиту Его Императорского Величества.
29 октября 1857 года назначен исправляющим должность тверского гражданского губернатора, а 10 ноября — и исправляющим должность военного губернатора Твери. 9 сентября 1858 года утверждён в должности тверского гражданского губернатора и военного губернатора Твери. 14 октября 1862 года был уволен от занимаемой должности с оставлением в Свите.
В период губернаторства Баранова было завершено строительство здания тверской гимназии, открыта публичная библиотека в Твери, в городах губернии открылись учебные заведения для девушек и воскресные школы. Его деятельность на этом посту нашла отражение в произведениях М. Е. Салтыкова-Щедрина. Баранов с участием относился к просьбам ссыльного писателя Ф. М. Достоевского, Ф. Г. Толя, амнистированного декабриста М. И. Муравьева-Апостола. В частном быту и в кругу общественной деятельности, Баранов пользовался постоянно любовью и уважением. В одном из писем Достоевский писал, что «Баранов оказался наипревосходнейшим человеком, редким из редких».
Умер после кратковременной болезни 15 апреля 1864 года, 26 апреля исключён из списков умершим. Похоронен в Сергиевой пустыни на берегу Финского залива.

## Награды
За свою службу граф Баранов был награждён рядом орденов:
- Орден Святой Анны 2-й степени с Императорской короной (8 апреля 1851 года)
- Орден Святого Владимира 3-й степени (11 апреля 1854 года)
- Орден Святого Станислава 1-й степени (12 августа 1858 года)
- Орден Святой Анны 1-й степени (23 апреля 1861 года)

Кроме того, граф Баранов имел бриллиантовый перстень с вензелевым изображением имени Его Императорского Величества (15 апреля 1856 года) и знак отличия за XX лет беспорочной службы (1855 год).

## Семья

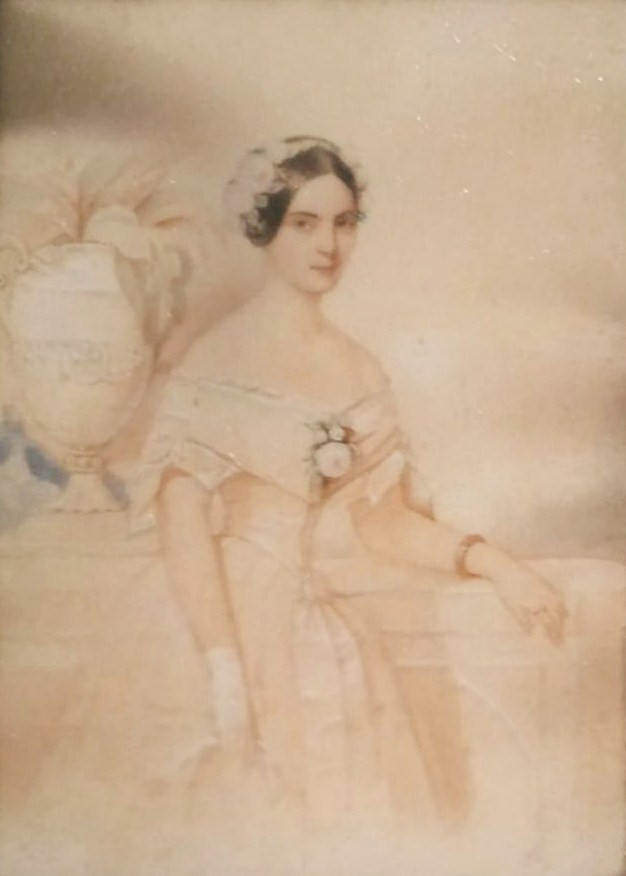
Анна Алексеевна Баранова

Баранов был женат с 1845 года на Анне Алексеевне Васильчиковой (1823—1890), фрейлине двора, дочери сенатора Алексея Васильевича и его жены Александры Ивановны. По свидетельству её подруги:
Они женились по любви и, кажется, они были созданы друг для друга, оба хороши собой, добры и привязаны к великосветской жизни, сходились во всем и были вполне счастливы... Это был истинно христианский брак, исполненный чистой любви и духовной радости.
 По словам современницы, графиня Баранова была очень добрая, благовоспитанная и необыкновенно красивая. Герцог Девонширский, давний знакомый Васильчиковых, просил позволения хорошему живописцу срисовать её портрет для его коллекции красавиц, которую он имел в Англии. Считается, что в образе губернаторши фон Лембке из «Бесов» Достоевский отразил отдельные черты графини Барановой. В браке имела детей:
- Николай (1852—1911), статский советник, был женат на Анне Александровне Олениной (1874—1953).
- Юлия (1853—1938), фрейлина (1871), была замужем за Сергеем Ильичем Мухановым (1853—1894), умерла в эмиграции.
- Александра (1854—1934), фрейлина (1872), замужем за тайным советником, сенатором Сергеем Алексеевичем Лопухиным (1853—1911), умерла в эмиграции.
- Екатерина (14.03.1858[3]—1945), родилась в Петербурге, крещена в Придворной церкви Зимнего дворца при восприемстве великой княгини Марии Николаевны и дяди А. А. Васильчикова; фрейлина (1876), замужем за графом Константином Аполлинарьевичем Хрептовичем-Бутенёвым (1848-1933; сын А. П. Бутенева). С 1923 г. в Париже.
- Евгения (1860—1936 в эмиграции), фрейлина (1879), с 1883 г. замужем за Рафаилом Алексеевичем Писаревым, соседом и знакомцем Льва Толстого.
- Александр (1862—1918), поручик; женат на Анастасии Михайловне Баратынской.